# Kabupaten de Bener Meriah
Le kabupaten de Bener Meriah est un kabupaten de la province d'Aceh, située à la pointe ouest de l'île de Sumatra.
En 2023, sa population était de 175 781 habitants.